# Collage

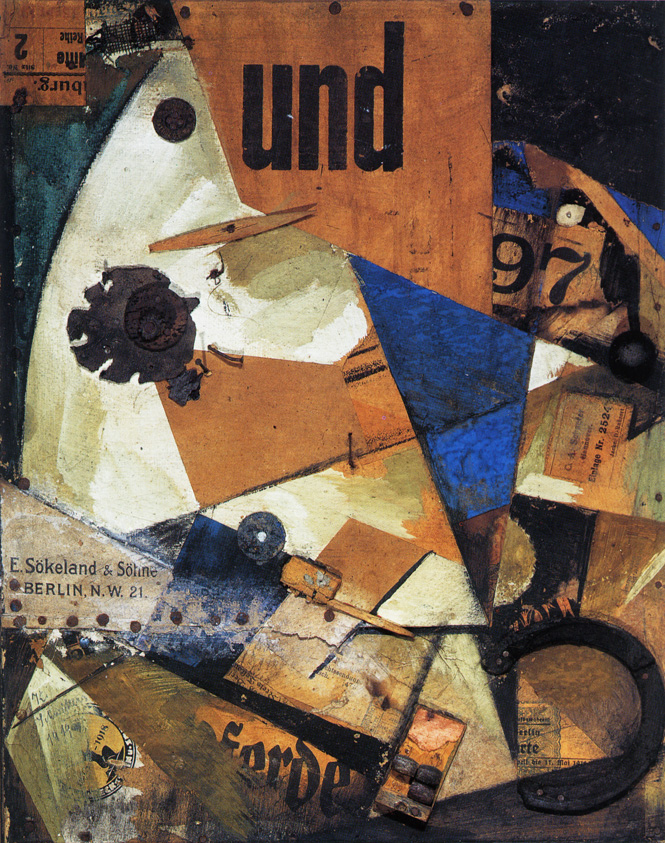
Kurt Schwitters, Das Undbild, 1919, Staatsgalerie Stuttgart.

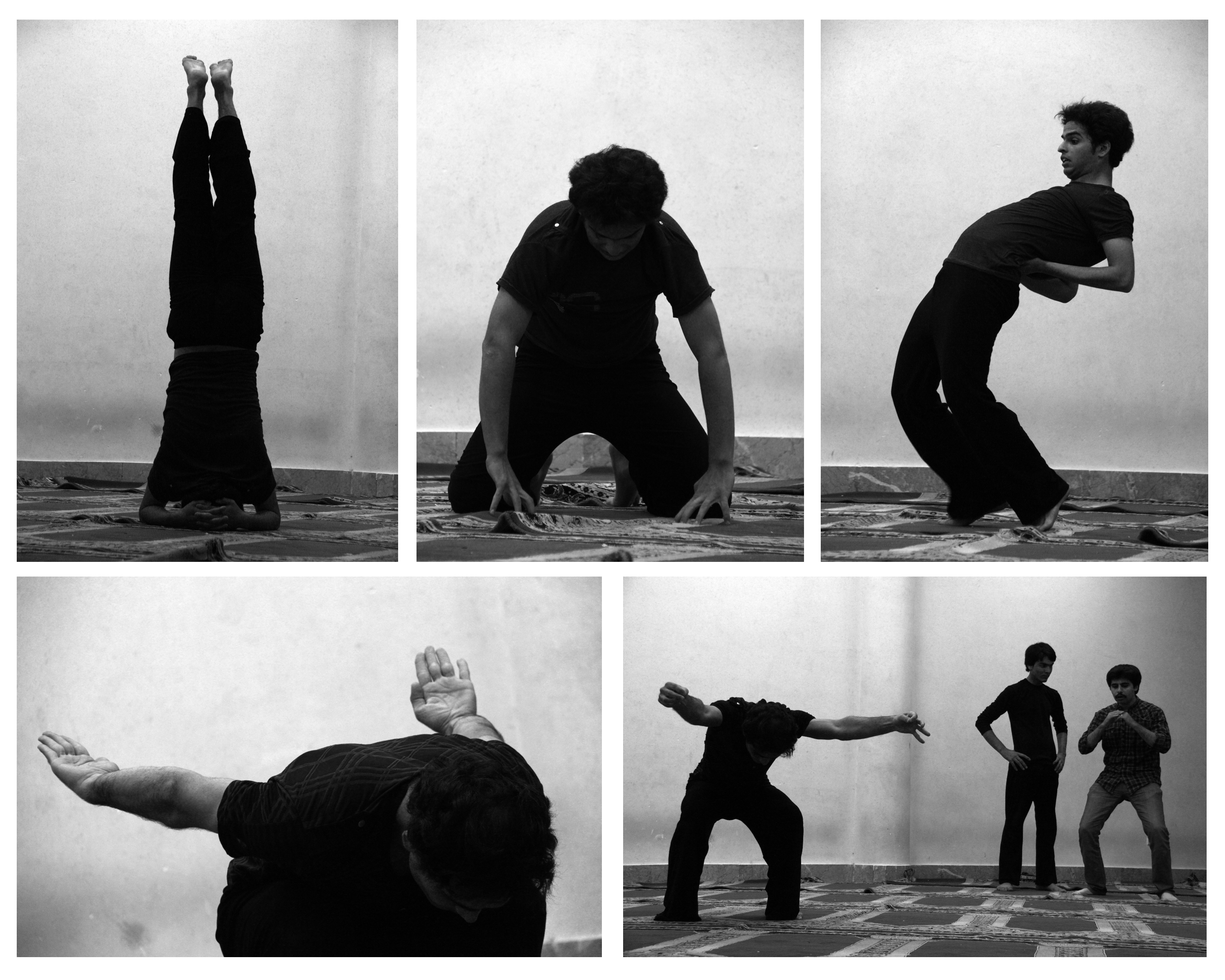
Collage.

Collage (từ từ tiếng Pháp: coller, "dán"; phát âm tiếng Pháp: [kɔ.laʒ]) là một kỹ thuật tạo dựng tác phẩm nghệ thuật, chủ yếu sử dụng trong nghệ thuật trực quan, trong đó tác phẩm nghệ thuật được tạo từ việc gắn kết các hình thức khác nhau, từ đó tạo ra một tác phẩm hoàn toàn mới.
Một collage có thể bao gồm các tạp chí, tờ báo, ruy băng, sơn, các mảnh giấy màu hoặc giấy thủ công, các phần của các tác phẩm nghệ thuật khác hoặc các văn bản, hình ảnh và các vật thể được tìm thấy khác, dán vào một mẩu giấy hoặc vải bạt. Nguồn gốc của collage có thể được bắt nguồn từ hàng trăm năm, nhưng kỹ thuật này đã tạo ra sự xuất hiện kịch tính vào đầu thế kỷ 20 như là một hình thức nghệ thuật mới lạ.
Thuật ngữ Papier collé được đặt ra bởi cả Georges Braque và Pablo Picasso vào đầu thế kỷ 20 khi collage trở thành một phần đặc biệt của nghệ thuật hiện đại.